# Страјк аут
Испуцавање је незванични превод појма strikeout у бејзболу и софтболу, и означава ситуацију када ударач скупи трећи погодак у своју мету (strike). Уколико хватач не ухвати трећи погодак, ударач може да покуша да трчањем освоји прву базу, а у супротном случају испада из смене (ининга). Ова статистика се бележи и за бацаче и за удараче, и у САД-у се она у статистици углавном обележава са K (Strikeout). Додатно, ако ударач испадне на овај начин а уопште не покуша да удари лоптицу, за њега се каже да се испуцао гледајући (strikeout looking) се обележава ꓘ (обрнуто слово К).
Углавном се бацачи са високим бројем испуцавања сматрају за доминантне, али то такође може и да означава да је неки ударач агресивно ишао на лоптице.